# Titanoeca ukrainica
Titanoeca ukrainica är en spindelart som beskrevs av Guryanova 1992. Titanoeca ukrainica ingår i släktet Titanoeca och familjen stenspindlar.
Artens utbredningsområde är Ukraina. Inga underarter finns listade i Catalogue of Life.